# دانيال إليوت هوغر
دانيال إليوت هوغر هو قاضي ومحامي وسياسي أمريكي، ولد في 28 يونيو 1779 في تشارلستون في الولايات المتحدة، وتوفي في 21 أغسطس 1854 في سوليفان إس آيلاند (كارولاينا الجنوبية) في الولايات المتحدة. نشط حزبياً في الحزب الديمقراطي.

## مناصب
- انتخب عضو مجلس الشيوخ الأمريكي [الإنجليزية]‏ عن دائرة South Carolina Class 2 senate seat ‏ وقد انضم خلال فترته النيابية [الإنجليزية]‏ (4 مارس 1843 – 4 مارس 1845) للكتلة البرلمانية الحزب الديمقراطي.
- انتخب عضو مجلس نواب كارولاينا الجنوبية ‏.
- انتخب عضو مجلس ولاية كارولاينا الجنوبية ‏.
- انتخب عضو مجلس النواب الأمريكي.
- انتخب عضو مجلس الشيوخ الأمريكي [الإنجليزية]‏.